# لوفن
لوفِن (بالهولندية: Leuven)‏ و لُفان (بالفرنسية: Louvain)‏، مدينة بلجيكية تقع على بعد 25 كيلومتر شرق بروكسل، تعتبر ثامن أكبر مدينة في بلجيكا، حيث يبلغ عدد سكانها 100244 نسمة. يوجد بها جامعة لوفان الكوثليكية، أكبر جامعة في بلجيكا. المدينة هي موطن المقر الرئيسي لشركة إيه بي إنبيف، أكبر شركة لتصنيع الجعة في العالم.

## التاريخ
يرجع أقدم ذكر للوفين إلى سنة 891 ميلادية، عندما هُزم جيش الفايكنج على يد ملك الفرنجة أرنولف الكارينثي في معركة لوفين.
مع وقوعها بالقرب من النهر وكذلك من معقل دوقية برابانت، أصبحت لوفين أهم مركز للتجارة في الدوقية بين القرنين الحادي عشر والرابع عشر.
مثّل القرن الخامس عشر ازدهارًا، حيث تأسست جامعة لوفين في سنة 1425، كما شيُدت مبانٍ هامة مثل مجلس المدينة وكنيسة القديس بطرس (التي تم تصنيفها كموقع للتراث العالمي لليونسكو في عام 1999). ازدهر فن الرسم مع رسامين مثل ديرك باوتس ألبريشت بوتس وجان رومبوتس الأكبر.
بحلول مطلع القرن السادس عشر، أصبحت لوفين مركزًا أوروبيًا رئيسيًا للفن والمعرفة مع وجود فلاسفة ومفكرين مثل إيراسموس وهيرونيموس فان بوسليدين.

## توأمة
للوفان اتفاقيات توأمة مع كل من:
- كراكوف (1991 - )[17]
- لودنشايد (1987 - )[17]
- رين (1980 - )[17]
- Cristian, Sibiu [الإنجليزية]‏ (أغسطس 1990 - )[17]
- سيرتوخيمبوس (1984 - )[17]
- تاينان

## أعلام
- دريس ميرتنز
- هنري الأول، دوق برابانت
- هنري الثالث، دوق برابانت
- إليونور هابسبورغ
- جورج لومتر
- دومينيك بير
- دنيس برات
- هنري الثاني، دوق برابانت